# Frank Hudson
Frank Hudson (Berlino, 18 luglio 1957) è un ex cestista tedesco.

## Carriera
Con la Germania Ovest ha partecipato ai Campionati europei del 1983.